# Naro-1
Naro-1 hay Korea Space Launch Vehicle (viết tắt: KSLV-1) là tên lửa vũ trụ đầu tiên của Hàn Quốc do nước này cùng với Nga chế tạo, tên lửa thực hiện chuyến bay đầu tiên vào ngày 25 tháng 8 năm 2009.

## Phóng
Hỏa tiễn Naro, nặng 140 tấn, dựa theo kiểu mẫu của Nga, rời giàn phóng lúc 5 giờ chiều giờ địa phương ngày 25 tháng 8 năm 2009. Hàn Quốc đã thành công trong việc phóng hỏa tiễn của mình và đưa một vệ tinh vào không gian, sáu ngày sau khi trở ngại vào phút chót ngăn cản việc phóng lần trước. Tuy nhiên, vệ tinh này đã không vào đúng quỹ đạo. Các hình ảnh truyền hình cho thấy tầng đầu của hỏa tiễn Naro-1 đã tách rời khỏi tầng thứ nhì, chưa đầy năm phút sau khi rời giàn phóng lúc 5 giờ chiều. Các động cơ của tầng thứ nhì sau đó cũng khai hỏa và vệ tinh được tách ra thành công.

### Thất bại
Nhưng sau đó, trong cuộc họp báo được trực tiếp truyền hình từ trung tâm không gian Naro, Viện trưởng Viện Nghiên cứu Không gian Hàn Quốc Lee Joo-jin nói vệ tinh đã không được đặt vào đúng quỹ đạo theo dự tính. Trung tâm không gian tìm cách liên lạc với vệ tinh vào sáng sớm ngày 26/8.

## Phản ứng
Phát ngôn viên cơ quan Không gian Nga Alexander Vorobiev, nói: "... Cuộc phóng lần này chỉ thành công một phần. Tầng đầu của hỏa tiễn do các chuyên viên Nga vẽ kiểu đã hoạt động tốt đẹp. Chúng tôi chưa có tin tức gì thêm...". Lãnh đạo Kim Jong-il của Cộng hòa Dân chủ Nhân dân Triều Tiên tuyên bố theo dõi kỹ lưỡng vụ phóng này để xem phản ứng của Hội đồng Bảo an Liên Hợp Quốc ra sao. Phía Bắc Triều Tiên cũng từng phóng một hỏa tiễn vào ngày 5/5/2009, nói là để đưa vệ tinh vào quỹ đạo. Nhưng hành động này đã bị Liên Hợp Quốc lên án vì đi ngược với nghị quyết thông qua năm 2006, theo đó cấm Bắc Triều Tiên phát triển kỹ thuật hỏa tiễn. Yang Moo-jin, một giáo sư chuyên ngành nghiên cứu về Bắc Triều Tiên, nói việc Hàn Quốc phóng hỏa tiễn hoàn toàn khác với Bắc Triều Tiên: "Hàn Quốc hoàn toàn minh bạch về chương trình phát triển không gian của mình. Trong khi Bắc Triều Tiên thì lại khác hẳn".